# Сарматозух
Сарматозух (Sarmatosuchus) — рід примітивних архозаврів родини протерозухів (Proterosuchidae). Описаний один вид — Sarmatosuchus otschevi. Голотип і єдиний екземпляр був знайдений в скам'янілих річкових відкладеннях свити Донгуз, що знаходиться поблизу річки Бердянка Оренбурзької області Росії.  Аналіз Девіда Гауера і Андрія Сеннікова виключив вид з родини Proterosuchidae і призначив йому базальної архозаврів.

## Опис
Тварина відома по одному частковому скелету, включаючи частини черепа і щелепи, шийних хребців і лопатки. Повний череп тварини повинен сягати приблизно 35 см завдовжки, і передбачається, що вся тварина досягала 1,5 м завдовжки. Череп був відносно довгий, високий позаду і оснащений зігнутим донизу дзьобом. Вид, ймовірно, був схожий на більш відомого Proterosuchus.